# Endectyon pilosus
Endectyon pilosus är en svampdjursart som först beskrevs av Jean Vacelet 1961.  Endectyon pilosus ingår i släktet Endectyon och familjen Raspailiidae. Inga underarter finns listade i Catalogue of Life.